# Linac 3
A Linac 3 vagy Nehézion lineáris gyorsító (Heavy Ion Linac) a CERN 1994 óta működő lineáris gyorsítója, amely nehézionokat szolgáltat a PSB-n keresztül az LHC-nak. A tervek szerint legalább 2022-ig használatban lesz.

## Felépítése
A Linac 1 sikeres gyorsító volt, de lehetetlen volt továbbfejleszteni egy nehézion-gyorsítóvá, ezért egy teljesen új nehézion-gyorsítóra volt szükség az ugyancsak a Linac 1-et helyettesító Linac 2 protongyorsító mellett. A Linac 3 építése 1992. októberében kezdődött és az első nyalábot 1994 májusában hozta létre, amelyet június 15-én juttattak először a PSB-be.
Egy 14,5 GHz-es ECR ionforrás szolgáltat 208Pb27+ ionokat 2,5 keV/u energiával. Kéthetente mintegy 500 mg ólom fogy. Az eredmény 10 Hz-es gyakorisággal egy-egy 50 ms hosszúságú ólomion-impulzus.
Az ionforrásból kapott ionokat egy rádiófrekvenciás kvadrupól (RFQ) gyorsítja tovább a Linac 3 számára. Az RFQ 2,66 m hosszú és 101,28 MHz frekvenciával üzemel.
A Linac 3 egy háromtartályos IH (Interdigital H) lineáris gyorsító. A 4,2 Mev/u energi eléréséhez 30 MV gyorsítófeszültségre van szükség. Az első tartály frekvenciája ugyanakkora, mint az RFQ-é, 101,28 MHz, a másodiké és harmadiké viszont ennek a kétszerese, 202,56 MHz. A tartályok összhossza 8,13 m. A nyalábot 4 kvadrupól triplett fókuszálja, kettő az első tartályban, egy-egy a tartályok között.
Az ekkori felépítéssel a későbbi LHC által megkívánt nyalábintenzitásnak azonban csak az 1/30-a lett volna elérhető. Ezért 2004-ben új ionforrást építettek be és 2005-től először a LEIR-be küldi a nehézionnyalábokat.

## Alkalmazása
A Linac 3 4,2 Mev/u Pb27+ ionjait 1μm-os szénfólián lövik át, amely levetkőzteti őket 208Pb53+ ionokká, amelyeket a PSB-be vezetnek.
1994–2002-ig ólomnyalábot, 2003-ban indiumnyalábot szolgáltatott.
1994–2003-ig az SPS állócéltárgyas kísérletei számára dolgozott.
Az LHC első nehézion-ütköztetésére 2010-ben került sor.
A jövőben sugárbiológiai és űrfizikai kísérletek kiszlgálására is sor kerülhet.